# معهد أوروبي-جورجي
المعهد الأوروبي - الجورجي هو منظمة غير حكومية تأسست في جورجيا عام 2015 على يد جورج ميلاشفيلي وشاكو شخايدزي وريفاز تفوريا.تتمثل مهام المعهد في تعزيز الديمقراطية، وترسيخ سيادة القانون، ودعم الاقتصاد الحر في جورجيا ومنطقة القوقاز، إلى جانب تمكين الجيل الجديد من القادة.
يركز المعهد على مجموعة من القضايا الأساسية، تشمل حقوق الإنسان، وبناء السلام، وتعزيز الحوكمة الرشيدة، إلى جانب تشجيع مشاركة الشباب في العملية الديمقراطية. كما يُعد المعهد عضوًا في المنتدى الليبرالي الأوروبي، وهو مؤسسة سياسية أوروبية مرموقة تعمل على دعم القيم الديمقراطية وتعزيز التعاون بين المنظمات ذات التوجه الليبرالي في أوروبا.